# Classe Rodman-66
La classe Rodman-66 est une classe de navire-école de l'Armada espagnole ainsi que du service maritime de la Garde civile.

## Description
Le Rodman Class-66 est une série de patrouilleur conçus et fabriqués par le chantier naval espagnol Rodman Polyships, sur la commune de Moaña, Pontevedra. Ils sont construits en polyester renforcé de fibre de verre et peuvent naviguer entre 450 et 550 milles sans revenir au port, étant capables de gérer des tempêtes de force 6.